# Чемпионат Албании по футболу 1939
Первая лига 1939 (алб. Kategoria e Parë 1939) — 8-й сезон чемпионата Албании с момента его основания. До недавнего времени результаты чемпионата не признавались Федерацией футбола Албании, но с декабря 2012 года идёт обсуждение о признании результатов официальными. Победителем в седьмой раз стал клуб «Тирана».

## Клубы-участники
| Клуб             | Город    |
| ---------------- | -------- |
| Тирана           | Тирана   |
| Риния Корцаре    | Корча    |
| Влазния          | Шкодер   |
| Теута            | Дуррес   |
| Кавая            | Кавая    |
| Башкими Эльбасан | Эльбасан |
| Исмаил Кемаль    | Влёра    |
| Драгой Поградец  | Поградец |

## Регламент
Турнир проходил по олимпийской системе: восемь команд были распределены в две группы по 4 команды каждая, в каждой группе проводилось по четыре матча, однако играли только две пары. Победители по сумме двух матчей выходили в стадию решающих встреч (полуфиналы и финал).

## Матчи
Группа A:
- Тирана 9:0 (7:0, 2:0) Драгой Поградец
- Башкими Эльбасан 4:8 (1:6, 3:2) Риния Корцаре

Группа B:
- Исмаил Кемаль 2:4 (1:1, 1:3) Теута
- Влазния 7:4 (4:0, 3:4) Кавая

Полуфиналы:
- Тирана 3:0 Риния Корцаре
- Теута 1:4 Влазния

Финал:
- Тирана 6:5 Влазния